# Sîn-leqe-unnīnī
Sîn-leqe-unnīnī (auch Sin-liqi-unnini), ein Orakelpriester (mašmaššu), war jüngerer babylonischer Überlieferung zufolge der Verfasser des Gilgamesch-Epos. Er soll um das Jahr 1200 v. Chr. auf Grundlage älterer, auch sumerischer Vorlagen das Epos auf zwölf Tontafeln zusammengestellt haben. Da sein Name bereits ab der Mitte des 2. Jahrtausends belegt ist, könnte er jedoch auch früher gelebt haben. Er stammte vermutlich aus Uruk.